# Guimer Justiniano
Guimer Justiniano Osorio (Cotoca, Santa Cruz, 29 de junio de 1989) es un futbolista boliviano. Juega como defensa y su actual equipo es Aurora de la Primera División de Bolivia.

## Trayectoria

### Inicios
Guimer Justiniano Osorio inició, su carrera en el fútbol en la Liga de Cotoca. Luego de terminar el bachillerato fue fichado por la Universidad Cruceña, dependiente de la Universidad Autónoma Gabriel René Moreno. En 2011, la Universidad se convirtió en campeón de la Asociación Cruceña de Fútbol, clasificándose a la Campeonato Nacional B 2011-12.

### Guabirá (2012-17)
A mediados de 2012 y luego de la culminación de su vínculo contractual con Universidad, fue confirmado como nuevo refuerzo del Guabirá, gracias a la confianza que depositó en él el técnico Claudio Chacior.
El 21 de enero de 2013, Guabirá obtenía el título del Campeonato Nacional B 2012-13, ascendiendo nuevamente a la Primera División del país, luego de un año de ausencia.

## Selección nacional

### Absoluta
El 10 de octubre de 2017 debutó con la selección boliviana, en la derrota 1 a 4 frente a Venezuela en la ciudad de Caracas, en un partido amistoso.

#### Partidos con la selección absoluta
| Lista de Partidos | Lista de Partidos | Lista de Partidos | Lista de Partidos | Lista de Partidos | Lista de Partidos | Lista de Partidos | Lista de Partidos |
| --- | ----------------- | ----------------- | ----------------- | ----------------- | ----------------- | ----------------- | ----------------- |
| \| PJ \| Fecha \| Ciudad \| Local \| Resultado \| Visitante \| Competición \| Goles \| \| -- \| ---------- \| ------- \| --------- \| --------- \| --------- \| ----------- \| ----- \| \| 1. \| 10-10-2019 \| Caracas \| Venezuela \| 4-1 \| Bolivia \| Amistoso \| - \| \| 2. \| 15-10-2019 \| Incheon \| Bolivia \| 3-1 \| Haití \| Amistoso \| - \| \| 3. \| 29-03-2021 \| Quito \| Ecuador \| 2-1 \| Bolivia \| Amistoso \| - \| |                   |                   |                   |                   |                   |                   |                   |
| PJ | Fecha             | Ciudad            | Local             | Resultado         | Visitante         | Competición       | Goles             |
| 1. | 10-10-2019        | Caracas           | Venezuela         | 4-1               | Bolivia           | Amistoso          | -                 |
| 2. | 15-10-2019        | Incheon           | Bolivia           | 3-1               | Haití             | Amistoso          | -                 |
| 3. | 29-03-2021        | Quito             | Ecuador           | 2-1               | Bolivia           | Amistoso          | -                 |

## Clubes
| Club       | País    | Año           |
| ---------- | ------- | ------------- |
| Guabirá    | Bolivia | 2012-2017     |
| Royal Pari | Bolivia | 2017-2022     |
| Blooming   | Bolivia | 2023-2025     |
| Aurora     | Bolivia | 2025-presente |

## Palmarés

### Títulos regionales
| Título                       | Club                | País    | Año  |
| ---------------------------- | ------------------- | ------- | ---- |
| Asociación Cruceña de Fútbol | Universidad Cruceña | Bolivia | 2011 |

### Títulos nacionales
| Título             | Club       | Año     |
| ------------------ | ---------- | ------- |
| Copa Simón Bolívar | Guabirá    | 2012-13 |
| Copa Simón Bolívar | Guabirá    | 2015-16 |
| Copa Simón Bolívar | Royal Pari | 2017    |